# Siro Dandrea
Siro Dandrea, soprannominato Cajuto (Cortina d'Ampezzo, 1921 – Cortina d'Ampezzo, 1954), è stato un alpinista italiano.

## Carriera alpinistica
A 18 anni fu tra i fondatori del gruppo alpinistico degli Scoiattoli di Cortina, nato il 1º luglio 1939 e inizialmente composto da sciatori oltre che da alpinisti. Il nome originario fu prima "Società Scoiattolo" e poi "Società rocciatori e sciatori gli scoiattoli".
A 22 anni d'età, insieme ad altri componenti del gruppo, aprì una nuova via, ripetendo l'impresa due anni più tardi:
- 19, 20 agosto 1943: Sulla catena montuosa valdostana denominata Grandes Murailles apre insieme agli altri scoiattoli Giuseppe Ghedina e Silvio Alverà sulla Punta Giordano, una delle due cime gemelle degli Jumeaux la "via degli Scoiattoli". Con una lunghezza di 1200 metri affrontati in 19 ore e con l'utilizzo di 45 chiodi[2] rimane la via più impegnativa di tutta la Grandes Murailles[3]. Complessivamante si può considerare una via di VI grado superiore di difficoltà.
- 27 maggio 1945: sulla parete sud di Punta Croce, sul monte Pomagagnon a Cortina d'Ampezzo con l'altro membro della società degli Scoiattoli, Ettore Costantini, apre una via di 650 m di IV grado di difficoltà, con passaggi di V grado. La via venne affrontata in 4 ore.[2]